# Allen Dulles
Allen Welsh Dulles (7. dubna 1893 – 29. ledna 1969) byl americký diplomat, právník, bankéř a veřejný činitel, který se stal známým především díky svému dlouholetému působení ve funkci ředitele americké Ústřední zpravodajské služby CIA (1953–1961). Známý je také tím, že byl roku 1964 členem Warrenovy komise, která byla jako první pověřena celkovým prošetřením okolností atentátu na Johna F. Kennedyho, 35. prezidenta Spojených států, jež se udál dne 22. listopadu 1963. V době, kdy nepůsobil ve vládních službách, pracoval mimo jiné jako podnikový právník společnosti Sullivan & Cromwell a též jako ředitel banky J. Henry Schroder bank. Právní vzdělání získal na univerzitě George Washington University Law School, studium dokončil roku 1926.

## Kariéra
Po vypuknutí druhé světové války Dulles vstoupil do Úřadu strategických služeb (OSS), který byl předchůdcem současné CIA. Dulles sloužil od října 1942 do května 1945 ve švýcarském Bernu jako šéf místní pobočky OSS a jeho zpravodajské schopnosti hrály důležitou roli v událostech, které vedly ke kapitulaci německých vojsk v severní Itálii.
V roce 1948 stál v čele výboru, který měl posoudit reformu amerického zpravodajského systému, která se stala podkladem pro založení CIA. Po jejím oficiálním založení roku 1951 se stal nejprve zástupcem ředitele této zpravodajské služby, kterým byl Walter Bedell Smith. 26. února 1953 jej prezident Eisenhower ustanovil jejím v pořadí pátým ředitelem. CIA, pod Dullesovým vedením, byla odpovědná za mnoho důležitých operací během Studené války, podílela se např. na svržení íránského premiéra Muhammada Mosaddeka či guatemalského prezidenta Jacoba Arbenze Guzmana. Organizovala také např. špionážní přelety letadel U-2 nad územím SSSR či různé akce (např. atentáty, diverze apod.) proti režimu Fidela Castra na Kubě. Po neúspěchu invaze v Zátoce Sviní však prezident John Fitzgerald Kennedy Dullese z funkce ředitele CIA v listopadu 1961 odvolal.
Později se Dulles stal autorem několika knih o diplomacii a po vraždě prezidenta Johna Kennedyho byl ustanoven jako jeden z členů Warrenovy komise, která ji měla vyšetřit. Toto bylo později kritizováno autory více teorii, podle nichž mohl mít právě Dulles zájem na Kennedyho smrti (protože údajně za neúspěch invaze v zátoce Sviní vinil hlavně Kennedyho a nikdy mu neodpustil, že ten svalil vinu na něj a donutil ho k rezignaci z postu ředitele CIA).
Dulles zemřel v roce 1969 ve věku 75 let na chřipku v kombinaci s těžkým zápalem plic a je pochován na hřbitově Green Mount Cemetery v Baltimoru, ve státě Maryland.